# Jefferson Airplane Takes Off
Jefferson Airplane Takes Off es el primer álbum de la banda de Folk-Rock norteamericana Jefferson Airplane.

## Producción
Álbum debut de la banda de rock psicodélico Jefferson Airplane afincada en San Francisco. Los miembros del grupo difieren de la futura formación clásica. La voz principal corresponde a Marty Balin y aparece acreditada como segunda vocalista Signe Toly Anderson, quien pronto dejaría la formación, siendo sustituida por Grace Slick. Por otra parte Skip Spence, dejaría paso en la batería a Spencer Dryden.
Desde el punto de vista musical, el álbum se inclina por los sonidos folk, más que por la psicodelia que los haría célebres poco más tarde.

## Lista de canciones
| N.º | Título                                              | Duración |  |
| 1.  | «Blues from an Airplane» (Marty Balin, Skip Spence) | 2:10     |  |
| 2.  | «Let Me In» (Marty Balin, Paul Kantner)             | 2:55     |  |
| 3.  | «Bringing Me Down» (Marty Balin, Paul Kantner)      | 2:22     |  |
| 4.  | «It's No Secret» (Marty Balin)                      | 2:37     |  |
| 5.  | «Tobacco Road» (Clay Warnick)                       | 3:26     |  |
| 6.  | «Come Up the Years» (Marty Balin, Paul Kantner)     | 2:30     |  |
| 7.  | «Run Around» (Marty Balin, Paul Kantner)            | 2:35     |  |
| 8.  | «Let's Get Together» (Chester Powers)               | 3:32     |  |
| 9.  | «Don't Slip Away» (Marty Balin, Skip Spence)        | 2:31     |  |
| 10. | «Chauffeur Blues» (Lester Melrose)                  | 2:25     |  |
| 11. | «And I Like It» (Jorma Kaukonen, Marty Balin)       | 3:16     |  |

## Personal
- Marty Balin – voz principal y coros, guitarra acústica
- Signe Toly Anderson – voz principal y coros, pandereta
- Jorma Kaukonen – guitarra principal
- Paul Kantner – guitarra rítmica y coros
- Jack Casady – bajo
- Skip Spence – batería (excepto en "Go to Her)
- Spencer Dryden – batería en "Go to Her